# Thelypteris nicaraguensis
Thelypteris nicaraguensis là một loài thực vật có mạch trong họ Thelypteridaceae. Loài này được (E. Fourn.) C.V. Morton miêu tả khoa học đầu tiên năm 1967.